# العلاقات البرازيلية الإيطالية
العلاقات البرازيلية الإيطالية هي العلاقات الثنائية التي تجمع بين البرازيل وإيطاليا.

## مقارنة بين البلدين
هذه مقارنة عامة ومرجعية للدولتين:
| وجه المقارنة                                              | البرازيل | إيطاليا                                                  |
| --------------------------------------------------------- | --- | -------------------------------------------------------- |
| المساحة (كم2)                                             | 8.52 مليون | 301.34 ألف                                               |
| عدد السكان (نسمة)                                         | 202.66 مليون | 60.60 مليون                                              |
| الكثافة السكانية (ن./كم²)                                 | 23.79 | 201.1                                                    |
| العاصمة                                                   | برازيليا، ريو دي جانيرو | روما، فلورنسا، تورينو                                    |
| اللغة الرسمية                                             | برتغالية برازيلية، Brazilian Sign Language ‏ | اللغة الإيطالية                                          |
| العملة                                                    | ريال برازيلي، كروزيرو ريال برازيلي ‏، كروزيرو البرازيلية (1990–1993)، البرازيلي كروزادو نوفو، كروزادو برازيلي، cruzeiro ‏، كروزيرو البرازيلية (1942–1967)، الريال البرازيلي (قديم) | يورو، ليرة إيطالية                                       |
| الناتج المحلي الإجمالي (بليون دولار)                      | 2.06 تريليون | 1.93 تريليون                                             |
| الناتج المحلي الإجمالي (تعادل القوة الشرائية) بليون دولار | 3.22 تريليون | 2.26 تريليون                                             |
| الناتج المحلي الإجمالي الاسمي للفرد دولار أمريكي          | 8.54 ألف | 29.96 ألف                                                |
| الناتج المحلي الإجمالي للفرد دولار أمريكي                 | 15.89 ألف | 35.46 ألف                                                |
| مؤشر التنمية البشرية                                      | 0.754 | 0.873                                                    |
| رمز المكالمات الدولي                                      | +55 | +39                                                      |
| رمز الإنترنت                                              | .br | .it                                                      |
| المنطقة الزمنية                                           | | توقيت وسط أوروبا، ت ع م+01:00، ت ع م+02:00، أوروبا/روما ‏ |

## مدن متوأمة
في ما يلي قائمة باتفاقيات التوأمة بين مدن برازيلية وإيطالية:
- ترتبط ماكاي مع فارا فيليورم بيتري باتفاقية توأمة.
- ترتبط ديامانتينا، ميناس جيرايس مع سانغانو باتفاقية توأمة.
- ترتبط غويانيا مع سستو سان جوفاني باتفاقية توأمة.
- ترتبط بليم مع بونتاسيفي باتفاقية توأمة.
- ترتبط Urussanga [الإنجليزية]‏ مع لونجارون باتفاقية توأمة.
- ترتبط يغوريوانة [الإنجليزية]‏ مع نيتونو باتفاقية توأمة.
- ترتبط Mostardas [الإنجليزية]‏ مع أبريليا باتفاقية توأمة.
- ترتبط Massaranduba, Santa Catarina [الإنجليزية]‏ مع San Tomaso Agordino [الإنجليزية]‏ باتفاقية توأمة.
- ترتبط برازيليا مع روما باتفاقية توأمة منذ 2004.
- ترتبط São Valentim [الإنجليزية]‏ مع Santa Giustina [الإنجليزية]‏ باتفاقية توأمة.
- ترتبط Aratiba [الإنجليزية]‏ مع سيسيوماجيوري باتفاقية توأمة.
- ترتبط Nova Pádua [الإنجليزية]‏ مع فونتانيفا باتفاقية توأمة.
- ترتبط سالفادور مع فلورنسا باتفاقية توأمة.
- ترتبط سانتوس، ساو باولو مع ترييستي باتفاقية توأمة.
- ترتبط ساو برناردو دو كامبو مع ماروستيكا باتفاقية توأمة.
- ترتبط ساو ماتيوس، إسبيريتو سانتو مع سوندريو باتفاقية توأمة.
- ترتبط بورتو أليغري مع Morano Calabro [الإنجليزية]‏ باتفاقية توأمة منذ 1994.
- ترتبط Itapirapuã [الإنجليزية]‏ مع مارانيلو باتفاقية توأمة.
- ترتبط تيريسينا مع Ponte Nossa [الإنجليزية]‏ باتفاقية توأمة.
- ترتبط ساو باولو مع ميلانو باتفاقية توأمة منذ 2004.[16][16][16][16]
- ترتبط كامبو غراندي مع تورينو باتفاقية توأمة.
- ترتبط ريو دي جانيرو مع Paola, Calabria [الإنجليزية]‏ باتفاقية توأمة منذ 1969.
- ترتبط إنكانتادو مع فالداستيكو باتفاقية توأمة منذ 26 يوليو 1996.
- ترتبط فالينهوس مع Cavarzere [الإنجليزية]‏ باتفاقية توأمة.
- ترتبط Casca, Rio Grande do Sul [الإنجليزية]‏ مع لومباردوري باتفاقية توأمة.
- ترتبط Itápolis [الإنجليزية]‏ مع بوميتسيا باتفاقية توأمة.
- ترتبط ريبيراو بريتو مع تيرامو باتفاقية توأمة.
- ترتبط إتيوبا مع Grottammare [الإنجليزية]‏ باتفاقية توأمة.
- ترتبط مارينغا مع بريشا باتفاقية توأمة.
- ترتبط ساو كايتانو دو سول مع فيتوريو فينيتو باتفاقية توأمة.
- ترتبط ريو برانكو مع ريدجو إميليا باتفاقية توأمة.
- ترتبط كارابيكويبا مع ميناجيو باتفاقية توأمة.
- ترتبط كوريتيبا مع تريفيزو باتفاقية توأمة.[17][18]
- ترتبط Veranópolis [الإنجليزية]‏ مع بورتو فيرو باتفاقية توأمة.
- ترتبط كامبيناس مع سستو سان جوفاني باتفاقية توأمة منذ 1995.
- ترتبط أوليندا مع كاسينو باتفاقية توأمة.
- ترتبط جيكيي مع تريكينا باتفاقية توأمة.
- ترتبط بينتو غونسالفيس، ريو غراندي دو سول مع روفيريتو باتفاقية توأمة.
- ترتبط Santa Gertrudes [الإنجليزية]‏ مع نوفيلارا باتفاقية توأمة.
- ترتبط كريسيوما مع فيتوريو فينيتو باتفاقية توأمة.
- ترتبط Santa Rosa de Viterbo, São Paulo [الإنجليزية]‏ مع فيتيربو باتفاقية توأمة.
- ترتبط ماسايو مع لوكا باتفاقية توأمة.
- ترتبط Monte Belo do Sul [الإنجليزية]‏ مع Schiavon [الإنجليزية]‏ باتفاقية توأمة.
- ترتبط Farroupilha [الإنجليزية]‏ مع لاتينا باتفاقية توأمة.
- ترتبط إتامبي مع San Fili [الإنجليزية]‏ باتفاقية توأمة.
- ترتبط Ilópolis [الإنجليزية]‏ مع أورونزو دي كادوري باتفاقية توأمة.
- ترتبط سانت أندري مع سستو سان جوفاني باتفاقية توأمة.
- ترتبط Piraquara [الإنجليزية]‏ مع إيمير باتفاقية توأمة.
- ترتبط أوساسكو مع أوساسكو (بيمنتة) باتفاقية توأمة منذ 4 يوليو 2006.[19]
- ترتبط لوندرينا مع مودينا باتفاقية توأمة.
- ترتبط Iúna [الإنجليزية]‏ مع كاستلوكو سوبريوري باتفاقية توأمة.
- ترتبط Flores da Cunha [الإنجليزية]‏ مع Sospirolo [الإنجليزية]‏ باتفاقية توأمة.
- ترتبط لابا مع إسترانا باتفاقية توأمة.

## منظمات دولية مشتركة
يشترك البلدان في عضوية مجموعة من المنظمات الدولية، منها:
| علم المنظمة | اسم المنظمة                        | تاريخ انضمام البرازيل | تاريخ انضمام إيطاليا |
| ----------- | ---------------------------------- | --------------------- | -------------------- |
|             | مجموعة العشرين                     | ?                     | ?                    |
|             | منظمة التجارة العالمية             | ?                     | 1995                 |
|             | المرصد الأوروبي الجنوبي            | 2010                  | 1982                 |
|             | الاتحاد البريدي العالمي            | ?                     | ?                    |
|             | المحكمة الجنائية الدولية           | ?                     | ?                    |
|             | منظمة الصحة العالمية               | ?                     | ?                    |
|             | مجموعة الموردين النوويين           | ?                     | ?                    |
|             | يونسكو                             | 4 نوفمبر 1946         | ?                    |
|             | الفريق المعني برصد الأرض           | ?                     | ?                    |
|             | مؤسسة التمويل الدولية              | 31 ديسمبر 1956        | 27 ديسمبر 1956       |
|             | منظمة حظر الأسلحة الكيميائية       | ?                     | ?                    |
|             | مؤسسة التنمية الدولية              | 15 مارس 1963          | 24 سبتمبر 1960       |
|             | نظام تحكم تكنولوجيا القذائف        | 1995                  | 1987                 |
|             | وكالة ضمان الاستثمار متعدد الأطراف | 7 يناير 1993          | 29 أبريل 1988        |
|             | الاتحاد الدولي للاتصالات           | 4 يوليو 1877          | 1866                 |
|             | منظمة الشرطة الجنائية الدولية      | ?                     | ?                    |
|             | الأمم المتحدة                      | 24 أكتوبر 1945        | 14 ديسمبر 1955       |
|             | البنك الدولي للإنشاء والتعمير      | 14 يناير 1946         | 27 مارس 1947         |
|             | البنك الإفريقي للتنمية             | ?                     | ?                    |

## أعلام
هذه قائمة لبعض الشخصيات التي تربطها علاقات بالبلدين:
- آيرتون سينا (21 مارس 1960[27][28][29] – 1 مايو 1994[28][29][30])
- بييترو بادوليو (مارشال وقائد عسكري وسياسي ايطالي، 28 سبتمبر 1871[31][32][33] – 1 نوفمبر 1956[31][32][33])
- تياغو ألكانتارا (لاعب كرة قدم برازيلي، 11 أبريل 1991[34] – )
- تياغو موتا (لاعب كرة قدم إيطالي، 28 أغسطس 1982[35] – )
- جايير بولسونارو (رئيس البرازيل الحالي، 21 مارس 1955 – )
- دونغا (لاعب ومدرب كرة قدم برازيلي، 31 أكتوبر 1963[36] – )
- روبنز باركيلو (سائق سيارة سباق برازيلي، 23 مايو 1972 – )
- ريفيلينو (لاعب كرة قدم برازيلي، 1946 – )
- فيليبي لويس (لاعب كرة قدم برازيلي، 9 أغسطس 1985[37] – )
- فيليبي ماسا (سائق سيارة سباق برازيلي، 25 أبريل 1981 – )
- كارلا بروني (23 ديسمبر 1967 – )
- لويس إيناسيو لولا دا سيلفا (سياسي برازيلي، 27 أكتوبر 1945[38] – )
- لويس فيليبي سكولاري (لاعب كرة قدم برازيلي، 9 نوفمبر 1948 – )
- ماركوس توليو تاناكا (لاعب كرة قدم برازيلي، 24 أبريل 1981[39] – )
- ناتاليا ديل (ممثلة برازيلية، 24 مارس 1986 – )

## معرض صور

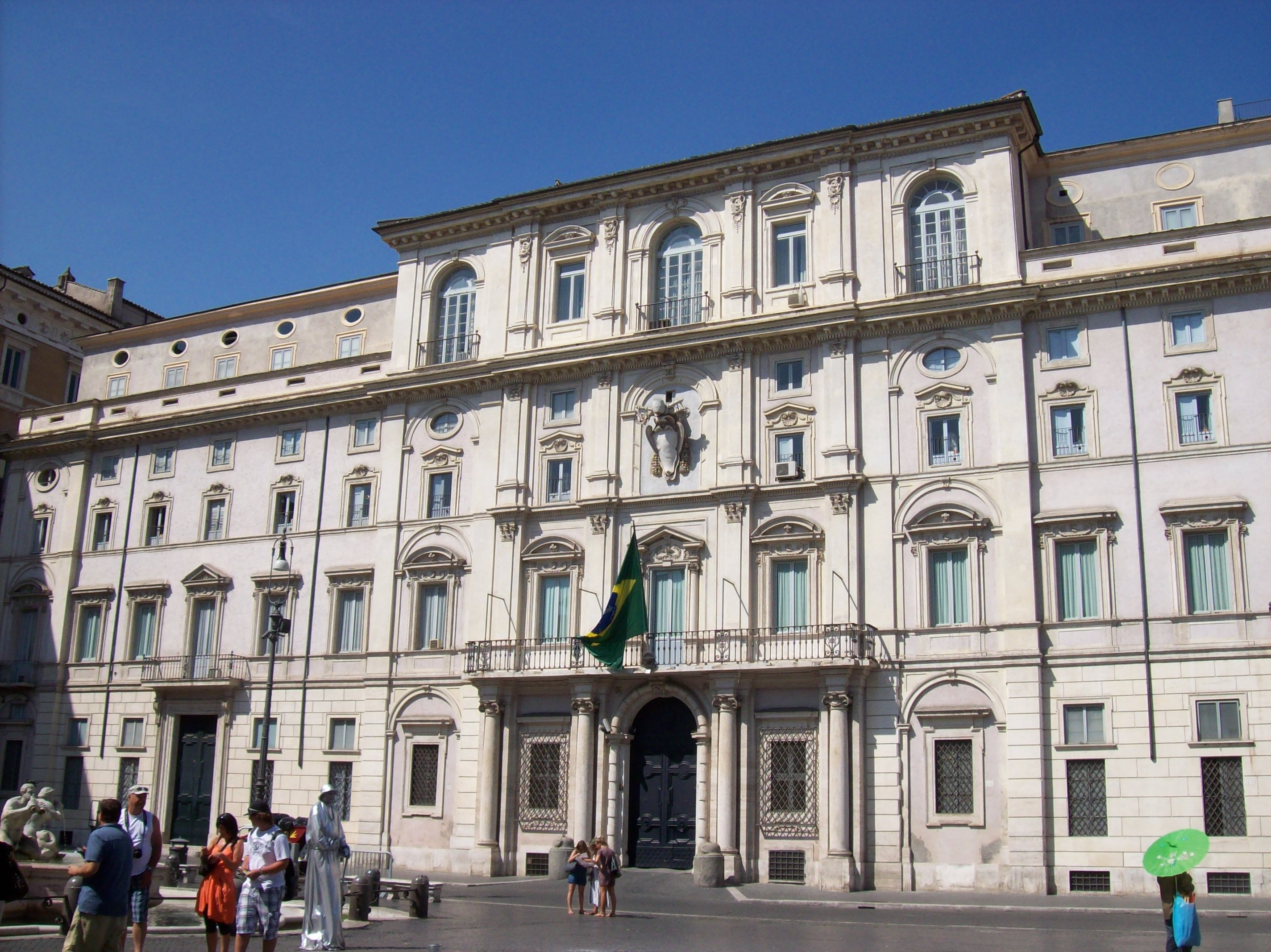
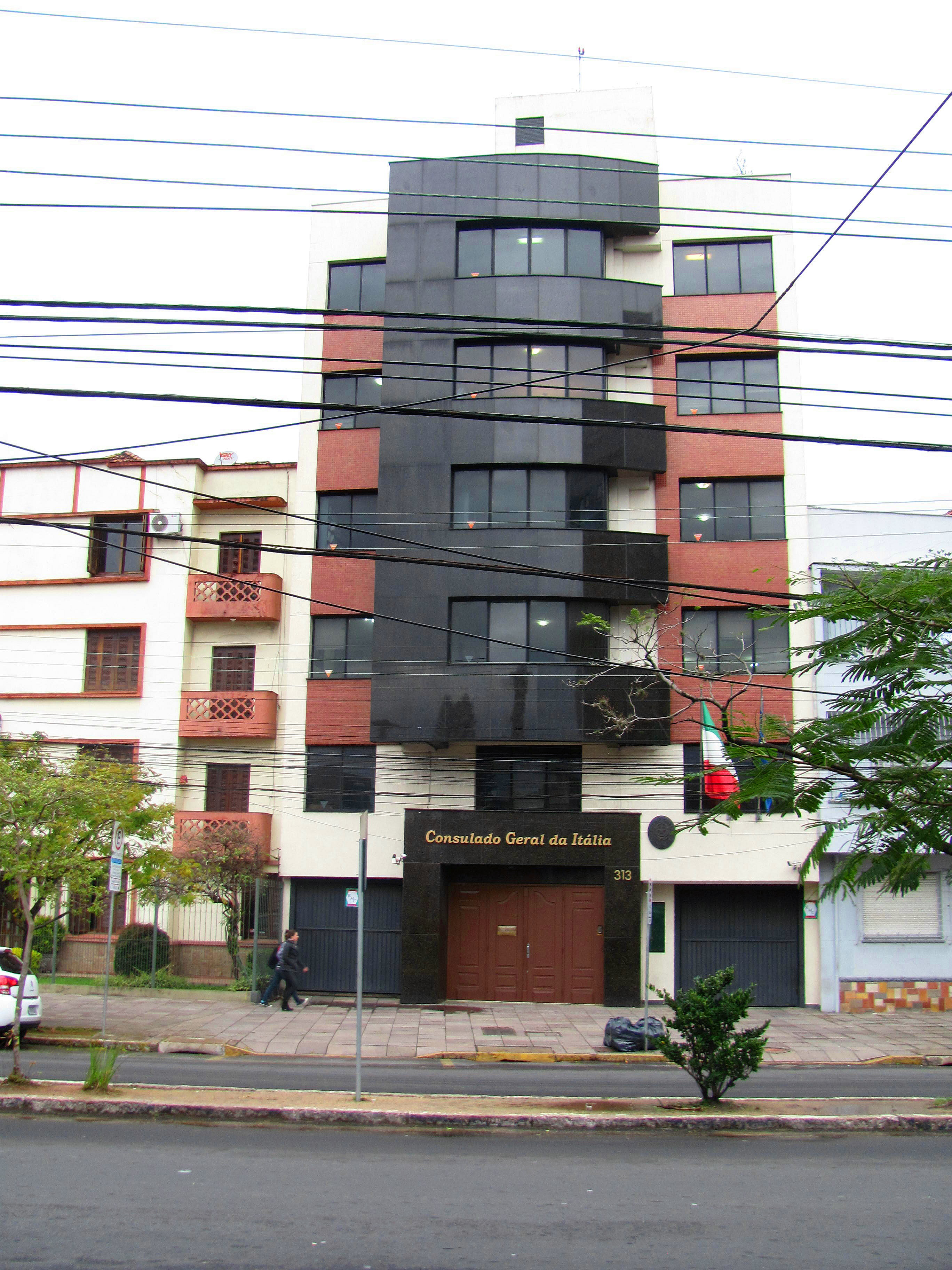
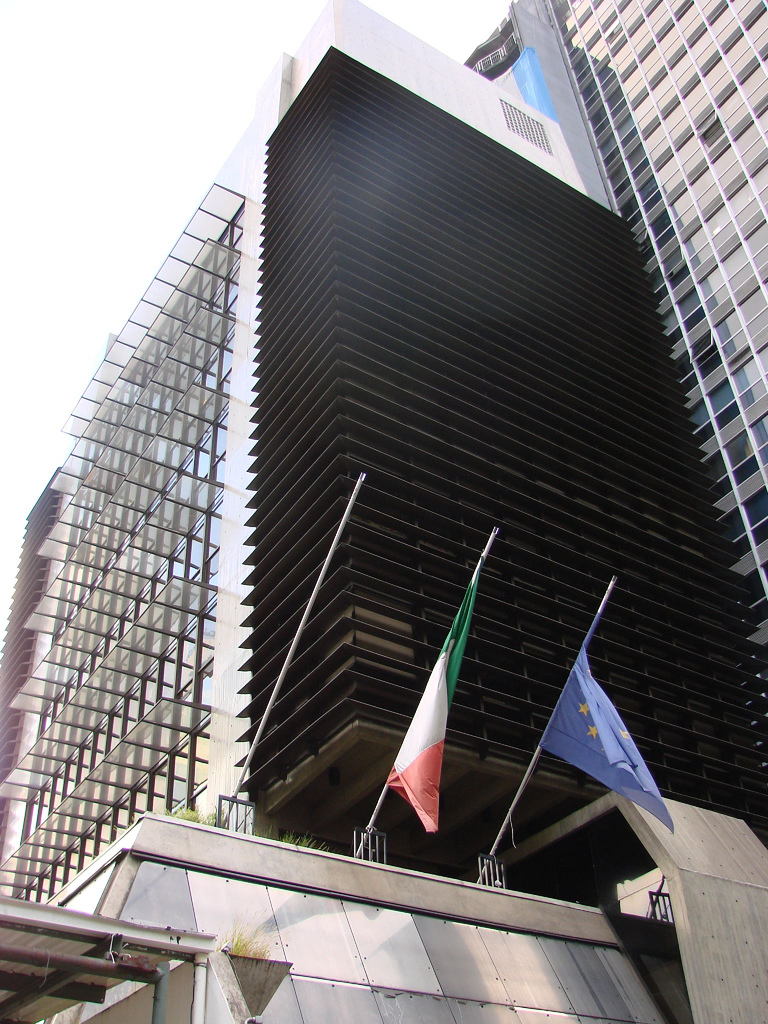

## وصلات خارجية
- موقع وزارة الخارجية البرازيلية
- موقع وزارة الخارجية الإيطالية